# Aleksandrs Muzičenko
Aleksandrs Muzičenko (* 7. května 1955 Omsk) je bývalý lotyšský jachtař narozený na území Ruska, který reprezentoval Sovětský svaz. Ve dvojici s Valentinem Mankinem získal zlatou medaili na olympijských hrách v Moskvě roku 1980 ve třídě Star. Ve stejné třídě spolu získali i titul mistra Evropy v roce 1979. Po konci závodní kariéry začal podnikat, byl viceprezidentem banky Parex a posléze technickým ředitelem a správcem nemovitostí zemědělských podniků Vasals a Plinta, zaměřujících se na ekologický chov jelenů a dobytka.